# Río Cobquecura
El río Cobquecura es un curso de agua en la Región del Ñuble que nace en las estribaciones occidentales de la Cordillera de la Costa y desemboca en el Océano Pacífico. 
Luis Risopatrón llama este curso de agua río Rehue.: 758 

## Trayecto
Los últimos 3 kilómetros antes de su desembocadura los recorre de norte a sur, dejando a su lado izquierdo la ciudad de Cobquecura, que es un balneario regional de importancia.
Junto a los ríos Taucu, y Buchupureo comparte la cuenca hidrográfica número 080 de la Dirección General de Aguas del Ministerio de Obras Públicas (Chile).

## Caudal y régimen
Se carece de informaciones sobre el caudal del río, aunque sus crecidas durante los meses de invierno indican que el río tiene un régimen pluvial, es decir es alimentado principalmente por las lluvias.: 410 
No existe en la cuenca una estación fluviométrica. Pero se han hecho estimaciones del caudal máximo en períodos de 2, 10 y 50 años a partir de datos obtenidos en cuencas cercanas:
| 2 años    | 10 años   | 50 años   |
| 38,8 m³/s | 68,0 m³/s | 93,9 m³/s |

Estas estimaciones, repetimos, no son el caudal promedio sino el máximo esperable en un lapso de varios años.

## Historia
Francisco Astaburuaga escribió en 1899 en su obra póstuma Diccionario geográfico de la República de Chile sobre la población:
Couquecura.-—Villa del departamento de Itata con 893 habitantes, iglesia parroquial, dos escuelas gratuitas, oficinas de registro civil, de correo y telégrafo. Esta asentada junto á la costa del Pacífico en los 36° 08' Lat. y 72° 46' Lon. á nueve kilómetros al S. del puerto de Buchupureo y unos 35 hacia el NO. de la ciudad de Quirihue. El nombre, formado de covque y cura, es pan de piedra.